# Solveig
Solveig ist ein weiblicher Vorname.

## Herkunft und Bedeutung des Namens
- Schwedisch: Kraft des Hauses (salr Saal, Haus und veig Kraft)
- Altnordisch: Hausherrin (salr Haus, Saal und vig Herrschaft, Kampf)
- Norwegisch: Weg zur Sonne / Sonnenweg

## Varianten
- Solveg, Solvei, Solveigh,
- dänisch: Solvej, Solvey, Solveyg,
- isländisch: Sólveig
- schwedisch: Solvig, Solweig, Solwieg, Solwig, Solvi, Solvy, Sylvi,
- norwegisch: Solvejg, Sølvi, Sylvi
- lettisch und litauisch: Solveiga

In Schweden gelten Solvi und Solvy auch als Neubildung aus sol Sonne und vi heilig, geweiht. Der dänische Name Solvej ist zusammengesetzt aus sol (Sonne) und vej (Weg).

## Namenstag
- In Schweden: 4. Juni
- In Estland: 3. September

## Bekannte Namensträgerinnen

### Vorname
Sólveig
- Solveig Sundbø Abrahamsen (* 1963), norwegische Politikerin
- Sólveig Anspach (1960–2015), isländisch-französische Filmregisseurin und Drehbuchautorin
- Solveig August (* 1969), deutsche Schauspielerin
- Sólveig Arnarsdóttir (* 1973), isländische Schauspielerin
- Solveig Bolduan (* 1958), deutsche Malerin, Bildhauerin und Keramikerin
- Solveig Dommartin (1961–2007), französische Schauspielerin
- Solveig Duda (* 1972), deutsche Theater- und Fernsehschauspielerin, Synchronsprecherin und -regisseurin
- Solveig Gulbrandsen (* 1981), norwegische Fußballspielerin
- Solveig Hoogesteijn (* 1946), Filmregisseurin und Drehbuchautorin
- Solveig Horne (* 1969), norwegische Politikerin
- Solveig Gunbjørg Jacobsen (1913–1996), der erste in der Antarktis geborene Mensch
- Solveig Klaßen (* 1969), deutsche Drehbuchautorin und Regisseurin
- Solveig Müller (* 1942), deutsche Schauspielerin
- Solveig Nordlund (* 1943), schwedisch-portugiesische Filmregisseurin
- Sólveig Pálsdóttir (* 1959), isländische Schriftstellerin und Schauspielerin
- Solveig Pedersen (* 1965), norwegische Skilangläuferin
- Solveig Rogstad (* 1982), norwegische Biathletin
- Solveig Schytz (* 1976), norwegische Politikerin
- Solveig Slettahjell (* 1971), norwegische Jazzsängerin
- Solveig Sollie (* 1939), norwegische Politikerin
- Solveig Sundborg (1910–2002), dänische Schauspielerin
- Solveig Thomas (1928–2017), österreichische Schauspielerin und Hörspielsprecherin

Solvi
- Solvi Stübing (1941–2017), deutsche Schauspielerin

### Künstlername
- Martin Solveig (* 1976), französischer House-DJ und Produzent

### Fiktive Figuren
- die Bühnenfigur der Solveig in Henrik Ibsens Drama Peer Gynt (Solveigs Lied aus der Bühnenmusik zu Peer Gynt und aus der Peer Gynt Suite No. 2 Op. 55, von Edvard Grieg)
- die Bühnenfigur der Solveig in Botho Strauß’ Drama Schlußchor

### Weitere
- die Segelboote Solveig I bis IV und die Motorboote Solveig V, VII des dreimaligen Weltumseglers Rollo Gebhard